# Крепост на Али паша
Крепостта на Али Паша (на албански: Kalaja e Ali Pashës) е замък в Албания. Носи името на Али паша Янински, който е живее там до 1820 г. Сегашната крепост е възстановена през 1819 г.

## История
Построена под венецианско господство в края на XV или началото на XVI век, крепостта предоставя на венецианците на Корфу укрепено място, откъдето да експлоатират риболова, пашата, маслините и дървения материал във и около Бутринт. Крепостта е в центъра на многобройни конфликти с процъфтяващата Османска империя и няколко пъти сменя владетеля си. Разрушена е от отстъпваща френска армия през 1798 г., за да не попадне в ръцете на Али паша.
Али паша завзема контрола над крепостта около 1804 г. и извършва серия от отбранителни подобрения, включително монтира оръдейни батареи. Предвид малкия ѝ размер е малко вероятно крепостта да е функционирала като нещо повече от място за контрол върху достъпа от морето до Бутринт и не може да се сравни с по-значимите крепости на Али паша в региона при Тепелена, Гирокастра и Янина.